# Juan Álvarez Mendizábal
Juan Álvarez Mendizábal (Cadis, 1790 – Madrid, 1853) fou un polític, comerciant i financer espanyol. Després de donar suport a la revolta de Riego el 1820 va emigrar a Anglaterra el 1823 per les seves idees liberals.
El 1835 va tornar de Londres i va ser nomenat ministre d'Hisenda (fins al 1837; del 1835 al 1836 també es va fer càrrec de la Presidència del Govern espanyol durant alguns mesos.
Entre les reformes que va dur a terme per solucionar la delicada situació financera d'Espanya destaca la desamortització eclesiàstica (supressió dels ordes religiosos i confiscació dels seus béns per l'Estat), coneguda com a desamortització de Mendizábal realitzada mitjançant els decrets desamortitzadors del 19 de febrer i 8 de març de 1836. Aquesta desamortització va aconseguir passar les propietats improductives en poder de l'església i dels ordes religiosos, no a mans del poble, com era la intenció de Mendizábal, sinó a les mans de l'oligarquia terratinent, amb la qual cosa es va evitar la formació d'una classe mitjana o burgesia que realment enriquís el país i no seguís ocupant latifundis improductius. El procediment seguit per tal d'evitar que les propietats passessin als burgesos va ser subhastant les propietats en grans blocs que els petits propietaris no podien costejar.
Una altra reforma important va ser la redempció de quintes, amb la qual donava oportunitat als burgesos a pagar una determinada quantitat de diners si no volien que els seus fills anessin al servei militar.

## Anecdotari
Va ser maçó i un membre destacat de la Lògia de Cadis. Hi ha teories diverses sobre per què va canviar el seu cognom matern pel de Mendizábal. Uns diuen que va ser per ocultar l'origen jueu de la seva família materna, però d'altres autors atribueixen a la major llicència i pes comercial d'un cognom basc a l'època. En qualsevol cas, Juan Álvarez Mendizábal, igual que els seus pares i avis, era cristià i catòlic batejat, tot i la utilització en la seva contra del seu suposat origen jueu, especialment durant el règim franquista en el qual es va suprimir el seu nom d'un carrer de Madrid i fou retirada la seva estàtua d'una cèntrica plaça de la capital, de la qual va arribar a ser alcalde.